# كتاب ناسخ الحديث ومنسوخه
كتاب ناسخ الحديث ومنسوخه هو كتاب عن الناسخ والمنسوخ من الأحاديث النبوية، ألفه الحافظ ابن شاهين (297 هـ - 385 هـ)، سلك المؤلف في تأليف كتابه في جمع ما أمكن من الأحاديث التي وقع فيها التعارض في الظاهر، ورتبها على الأبواب الفقهية، ولكنه لم يعنون هذه الأبواب بالعناوين التي تدل على موضوع كل باب، وقسم الكتاب إلى خمسة أقسام وهي الطهارة والصلاة والجنائز والصيام والجامع، وقد بلغ عدد أحاديث الكتاب ستمئة وستة وستين حديثا مسندا.